# Loukhi
Loukhi (en russe : Лоухи) ou Louhi (en carélien et en finnois) est une commune urbaine de la république de Carélie, en Russie.
Elle est le centre administratif du raïon de Louhi.

## Géographie
Loukhi est située près du Cercle polaire, sur les rives du lac Panovo, à 500 km au nord de Petrozavodsk.

## Histoire
La ville fut fondée vers 1912-1914 lors de la construction du chemin de fer russe. Elle a le statut de commune urbaine depuis 1944.

## Démographie
Recensements (*) ou estimations de la population
| 1959  | 1979  | 1989  | 2002* |
| ----- | ----- | ----- | ----- |
| 6 107 | 5 548 | 6 405 | 5 920 |

| 2010  | 2013  | 2015  | 2017  |
| ----- | ----- | ----- | ----- |
| 4 772 | 4 361 | 4 129 | 4 053 |

| 2019  | 2021  | - | - |
| ----- | ----- | - | - |
| 3 867 | 3 749 | - | - |

## Transports
La ville est reliée à Saint-Pétersbourg et à Mourmansk par la route M18.